# Плакунові
Плакунові (Lythraceae) — родина рослин порядку миртоцвітих (Myrtales), що складається з 32 родів і близько 500—600 видів. Представники родини поширені по всій земній кулі, з найбільшим різноманіттям у тропіках. Представники родини переважно трав'янисті рослини, рідше чагарники та дерева.
Згідно з APG II, до цієї родини належить рід гранат (Punica), який у попередніх класифікаційних системах виділяли в монотипну родину гранатові (Punicaceae).

## Роди
Підродина Lythroideae
- Adenaria
- Ammania
- Capuronia
- Crenea
- Cuphea — Куфея
- Decodon
- Didiplis
- Diplusodon
- Galpinia
- Ginoria
- Haitia
- Heimia
- Hionanthera
- Koehneria
- Lafoensia
- Lagerstroemia
- Lawsonia
- Lourtella
- Lythrum
- Nesaea
- Pehria
- Pemphis
- Peplis
- Physocalymma
- Pleurophora
- Rotala
- Tetrataxis
- Woodfordia

Підродина Punicoideae
- Punica — Гранат

Підродина Sonneratioideae
- Sonneratia

Підродина Duabangoideae
- Duabanga

Підродина Trapoideae
- Trapa — Водяний горіх